# Kawinogans River
Der Kawinogans River ist ein rechter Nebenfluss des Otoskwin River im Kenora District der kanadischen Provinz Ontario.
Der Fluss entspringt westlich des Kawinogans Lake nördlich des Lake St. Joseph. Von dort fließt er in überwiegend nordnordöstlicher Richtung. Er durchfließt den langgestreckten See Kawinogans Lake, passiert später den Ort Pickle Lake. Er mündet schließlich in das südwestliche Ende des Badesdawa Lake, welcher vom Otoskwin River durchflossen wird.
Der Kawinogans River hat eine Länge von etwa 140 km. Sein Einzugsgebiet umfasst 1540 km². Der mittlere Abfluss beträgt 15 m³/s.